# Frank Mc Lauchlan García
Frank William Mc Lauchlan García (Piura, 22 de enero de 1923-Lima, 23 de septiembre de 1991), conocido también como Francisco Guillermo y apodado Willo, fue un militar, empresario agrícola y político peruano-británico. Debido a su doble nacionalidad, se enroló en el Ejército Británico durante la Segunda Guerra Mundial, combatiendo en diversas batallas por la liberación de Europa, incluyendo el desembarco de Normandía. La extensa correspondencia que mantuvo con su familia durante este periodo constituye un valioso registro en primera persona para la historiografía de la guerra. De regreso en Perú, se dedicó a la agricultura en la zona norte del país y luego incursionó en política de la mano del Partido Popular Cristiano (PPC) y Luis Bedoya Reyes, con quien sostuvo una cercana amistad. En 1989 fue electo Alcalde Provincial de Piura por el Frente Democrático (Fredemo), cargo que ocupó de 1990 hasta su inesperada muerte en septiembre de 1991.

## Infancia y Educación

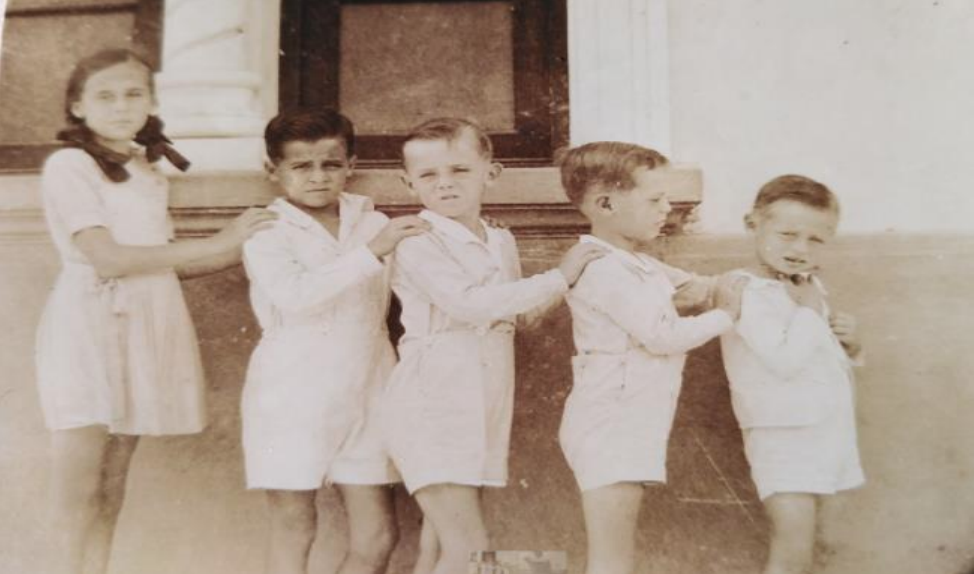
Frank (segundo desde la izquierda), junto a sus hermanos Winnie, Fernando, Reynaldo y Arturo (Lima, Perú).

Frank Mc Lauchlan García nació el 22 de enero de 1923 en una casona de la calle Libertad en Piura, como el segundo de siete hijos de Reginald Shepherd Mc Lauchlan Pollard (Mánchester, 8 de junio de 1891-Lima, 22 de abril de 1973), un empresario inglés de ascendencia escocesa que migró a Perú a finales de 1912, y María Magdalena García Seminario (Piura, 1 de marzo de 1901-Lima, 30 de julio de 1993), nieta del senador Fernando Seminario y Echandía y parte de la destacada familia Seminario. Vivió sus primeros años en la hacienda familiar La Rinconada, ubicada en el valle del río Chira. Sin embargo, como consecuencia de El Niño de 1925, considerado el primer meganiño del siglo XX y responsable de daños sin precedentes en el norte del país, la familia debió trasladarse a la capital en 1928. Al llegar, por un breve periodo vivió junto a sus padres y hermanos en la casa del escritor y filósofo José Carlos Mariátegui, ubicada en el jirón Washington del Cercado de Lima, hoy conocida como la Casa Museo José Carlos Mariátegui. Cursó la primaria y secundaria en el Colegio Champagnat en Miraflores, graduándose en 1939. Sus hermanos fueron Winnie, Fernando, Reynaldo, Arturo, Edward (Teddy) y Anita.

## Segunda Guerra Mundial

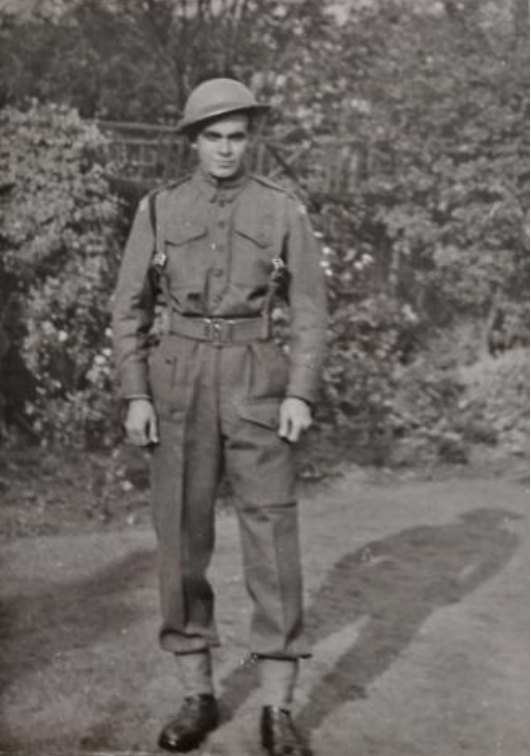
Vistiendo el uniforme de infantería en el ejército británico (1943).

Su deseo por estudiar la universidad en Inglaterra tras culminar el colegio se truncó al estallar la Segunda Guerra Mundial en septiembre de ese año. Trabajó como asistente en la empresa distribuidora Duncan Fox & Co., donde permaneció hasta noviembre de 1942 cuando su solicitud para enrolarse como voluntario en el ejército británico fue aceptada. El 8 de enero de 1943 partió de Lima rumbo a Buenos Aires y desde ahí viajó por barco a Londres, arribando el 11 de febrero tras 20 días de travesía. A su llegada fue enviado al campamento Beverly en Yorkshire del Este por seis semanas, donde fue entrenado en infantería y el uso de armas. Ascendió luego a la división de artillería, capacitándose por siete meses en la conducción y mecánica de tanques, la comunicación militar y código morse, la cartografía, así como también sobre los diferentes tipos de armas químicas a las que estarían expuestos.

Una vez concluido su entrenamiento, Mc Lauchlan fue aceptado en el 2.º Regimiento de Derbyshire Yeomanry de fuerzas especiales de reconocimiento. Este regimiento, a su vez, fue absorbido a inicios de 1944 por la 51 Highland Division al mando del mariscal Bernardo Montgomery, siendo su primera misión en Túnez. Con solo 21 años de edad, el 7 de junio de 1944 (Día D + 1) desembarcó en la playa de Sword en el marco de la operación Overlord, cuando 170,000 tropas aliadas cruzaron el canal de la Mancha de Inglaterra a Francia. De las cinco áreas principales de desembarco a lo largo de la costa de Normandía, Sword fue la más oriental durante la fase de asalto inicial. En Sword fallecieron más de 680 soldados británicos. Su regimiento estuvo en la primera línea, por lo que inicialmente su misión consistió en defender el puente Pegasus de las fuerzas alemanas. Las múltiples cartas que envió a sus padres durante este periodo describen el terror en el que vivían a diario los soldados, pasando las noches a la intemperie en trincheras y asordados por las bombas de los morteros que explotaban a su alrededor. En los días y semanas posteriores participó de la batalla de Caen y luego en la liberación de Saint-Valery-en-Caux en septiembre de 1944.

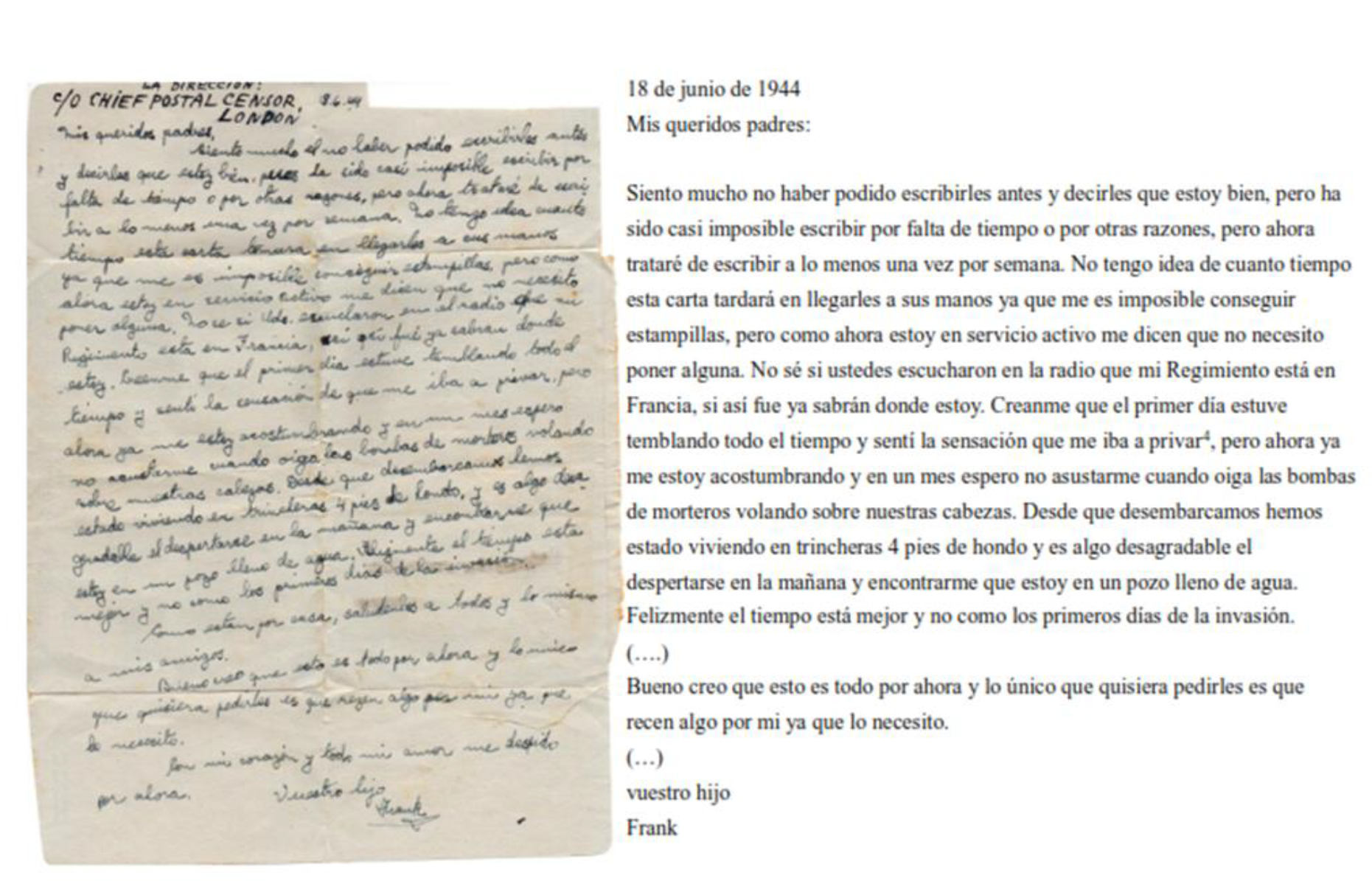

En los siguientes meses, su regimiento emprendió camino a Alemania a través de Bélgica, donde debió combatir en la sorpresiva y sanguinaria batalla de las Ardenas, que dejó un saldo de más de 19,000 fallecidos entre las tropas aliadas. Cruzaron a los Países Bajos y luego, a inicios de febrero, participó de la Operación Veritable bajo el comando del teniente general Harry Crerar, con la que se inició la invasión de Alemania. El general Dwight D. Eisenhower, comandante supremo aliado y futuro presidente de los EE. UU., consideró esta batalla como una de las más brutales de la guerra. En otra de sus cartas, relató cómo su regimiento sufrió una emboscada por parte de tanques Panzer que terminó con la vida de su mejor amigo, el sargento Jimmy Mc Geach, y sobre el fuerte impacto que esta muerte causó en él.            
En marzo, tuvo la oportunidad de conocer al primer ministro británico Winston Churchill, quien visitó a la 51 Highland Division unos días antes de participar de la Operación Plunder, cuando tropas aliadas cruzaron el río Rin hacia la ciudad de Wesel. Sobre este avance, escribió: "[...] mi escuadrón estuvo todo el momento al frente, una vez 15 millas adelante de la infantería. Yo tuve un mal momento pues por primera vez fui 'the leading car' [el primer tanque], el que casi siempre recibe todo el ataque. Cada vez que tomé una curva esperaba recibir un proyectil anti-tanque pero milagrosamente no hubo cañones anti-tanques. Solamente encontramos fuego de ametralladoras o rifles, lo que no causa ningún daño [...]". La operación precipitó la caída del flanco occidental del ejército alemán, prácticamente sentenciando el desenlace de la guerra a favor de los aliados.
Al finalizar la guerra en mayo de 1945, permaneció en Alemania como parte del Ejército Británico del Rin hasta junio de 1946, cuando viajó a Londres para solicitar su baja del ejército, la cual recién fue aprobada en septiembre. Emprendió su retorno a inicios de octubre, primero por barco a Buenos Aires y luego a Bolivia, ingresando a Perú el 10 de noviembre de 1946.   

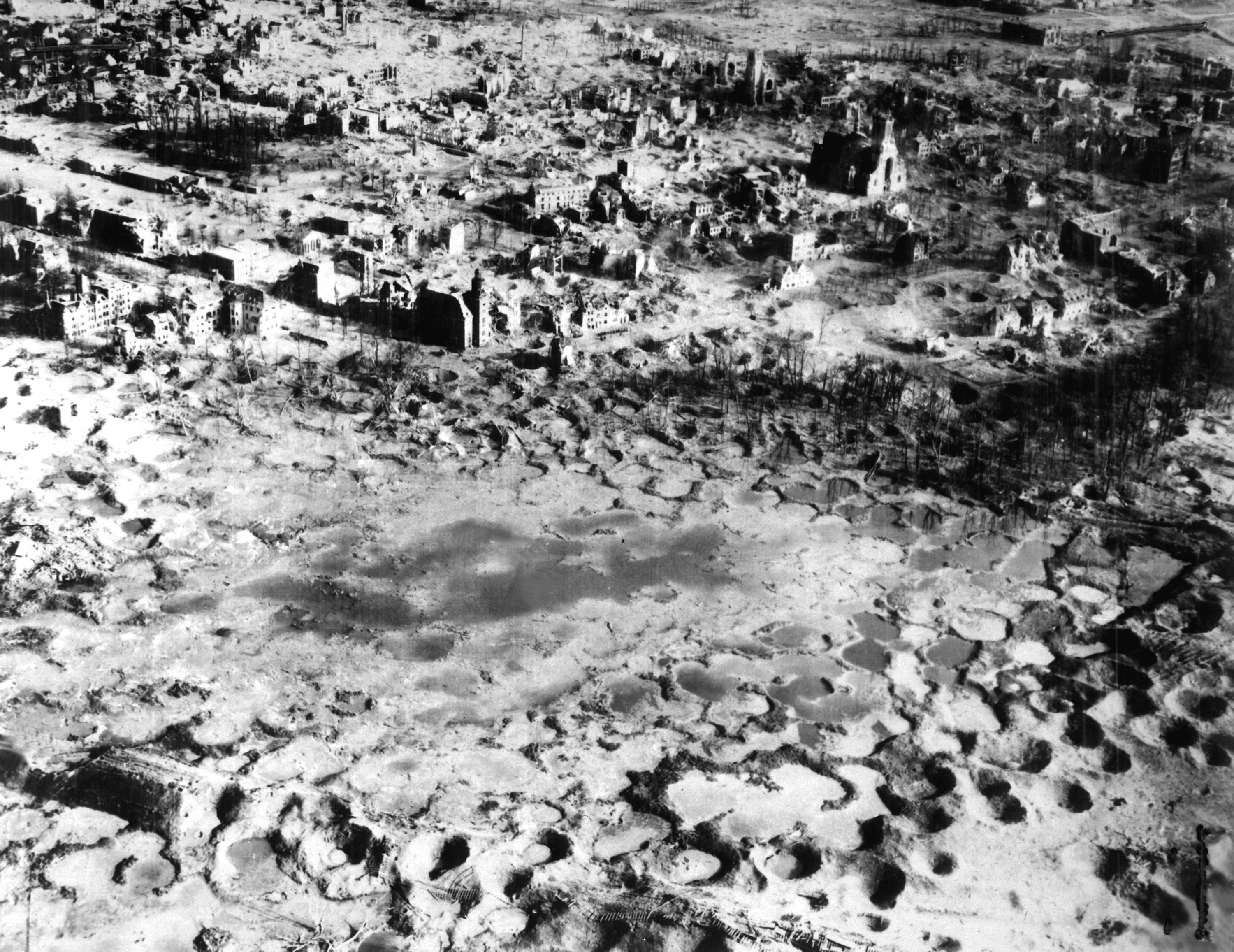
La ciudad de Wesel en ruinas luego del bombardeo aliado, marzo 1945.
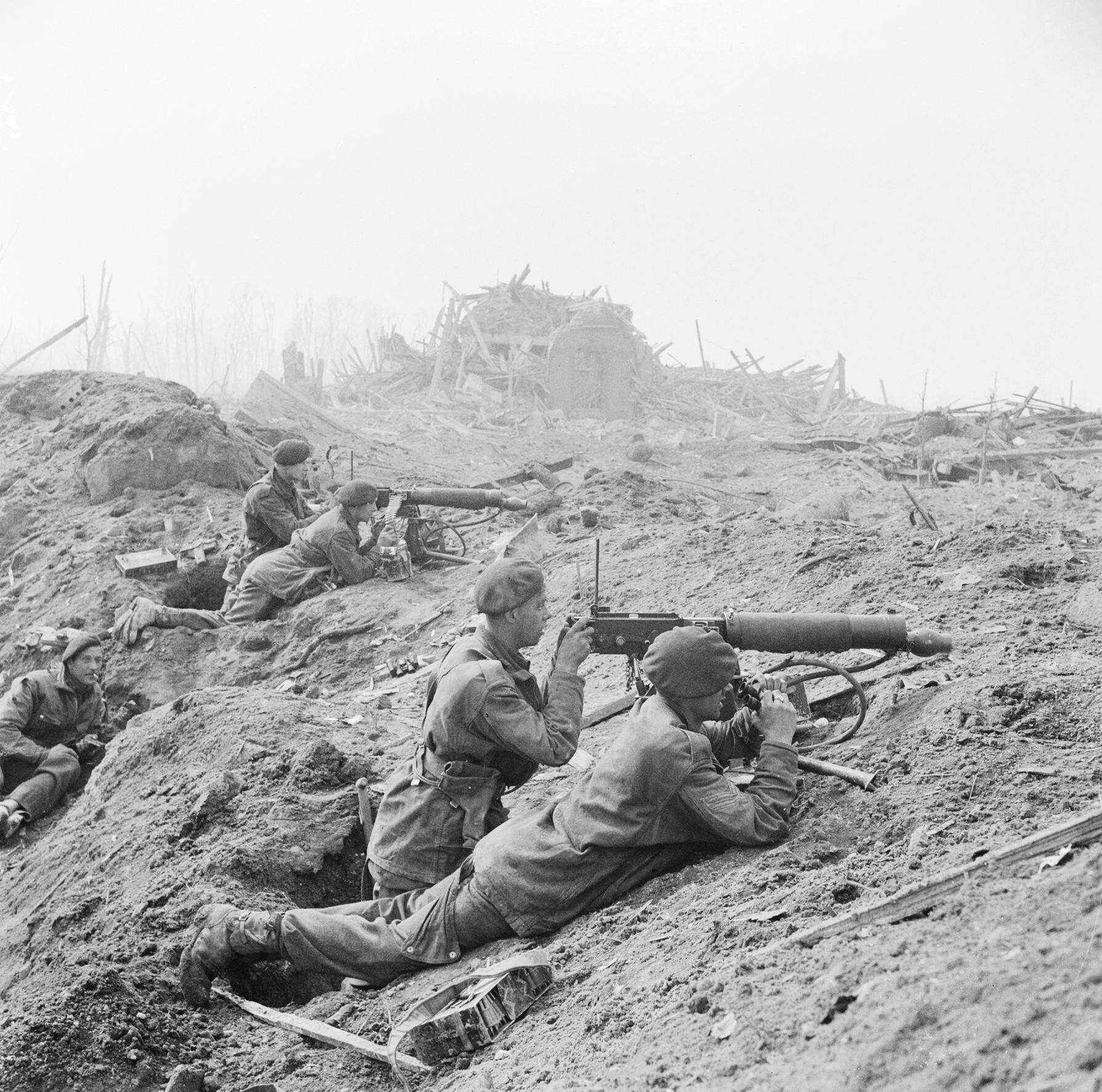
Soldados británicos a las afueras de Wesel.
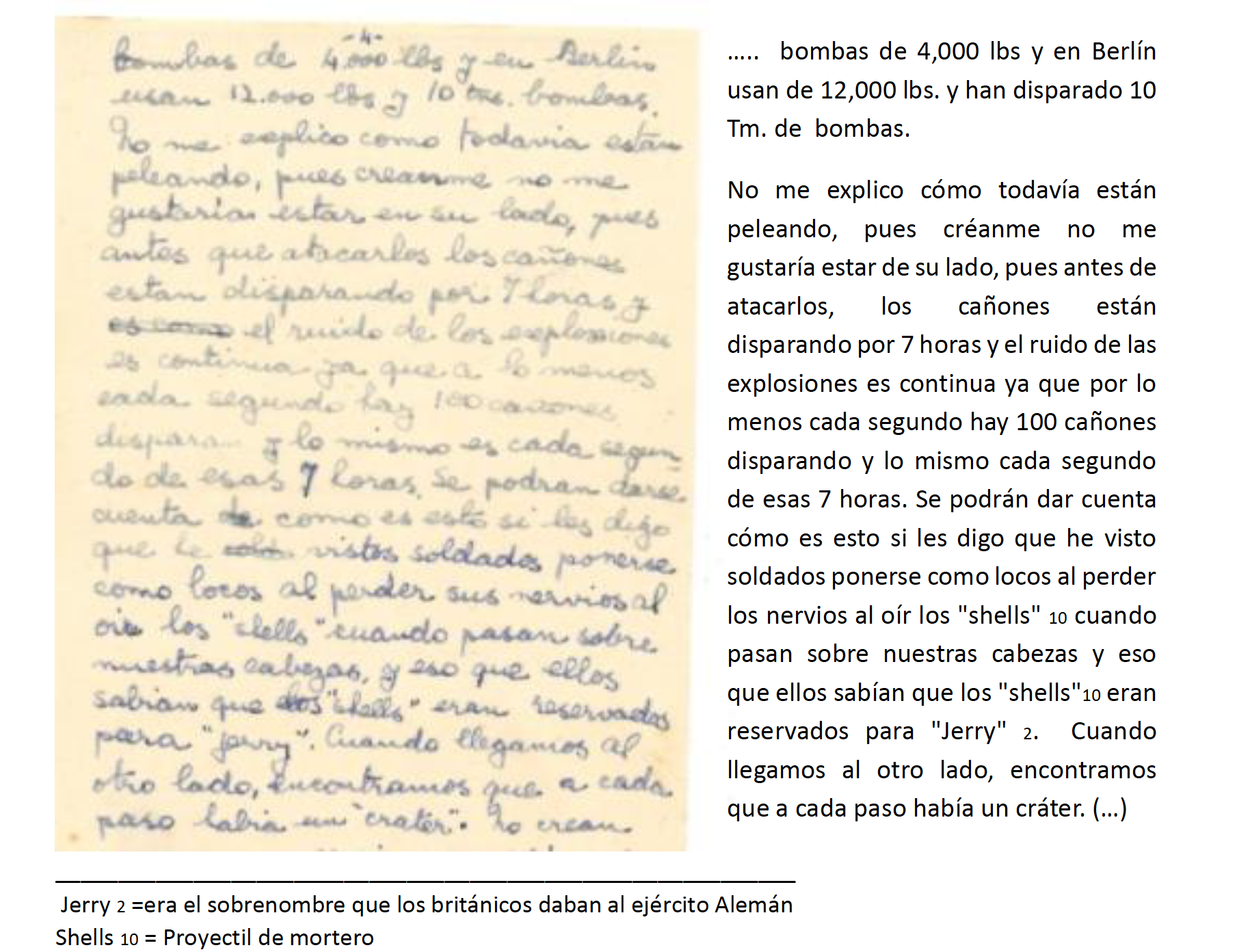
Fragmento de carta (29/03/45) enviada a sus padres tras el bombardeo de Wesel

## Retorno a Perú e Incursión en política
A su retorno a Perú, de 1950 a 1954 colaboró como alcalde en el desarrollo de Amotape, distrito donde estaba ubicada la hacienda La Rinconada. Incursionó en el negocio de ganadería, instalando un establo de vacas Holstein, y en 1963 compró la hacienda Polluco y tomó en alquiler la hacienda San Juan de Malacasí, ambas colindantes y ubicadas en el Alto Piura, destacando la siembra de algodón. Sin embargo, con la Reforma Agraria iniciada por el general Juan Velasco Alvarado le fueron expropiadas sus propiedades agrícolas, por lo que en 1970 emprendió en la molienda de arroz en Sullana.  

### Presidente de CORPIURA

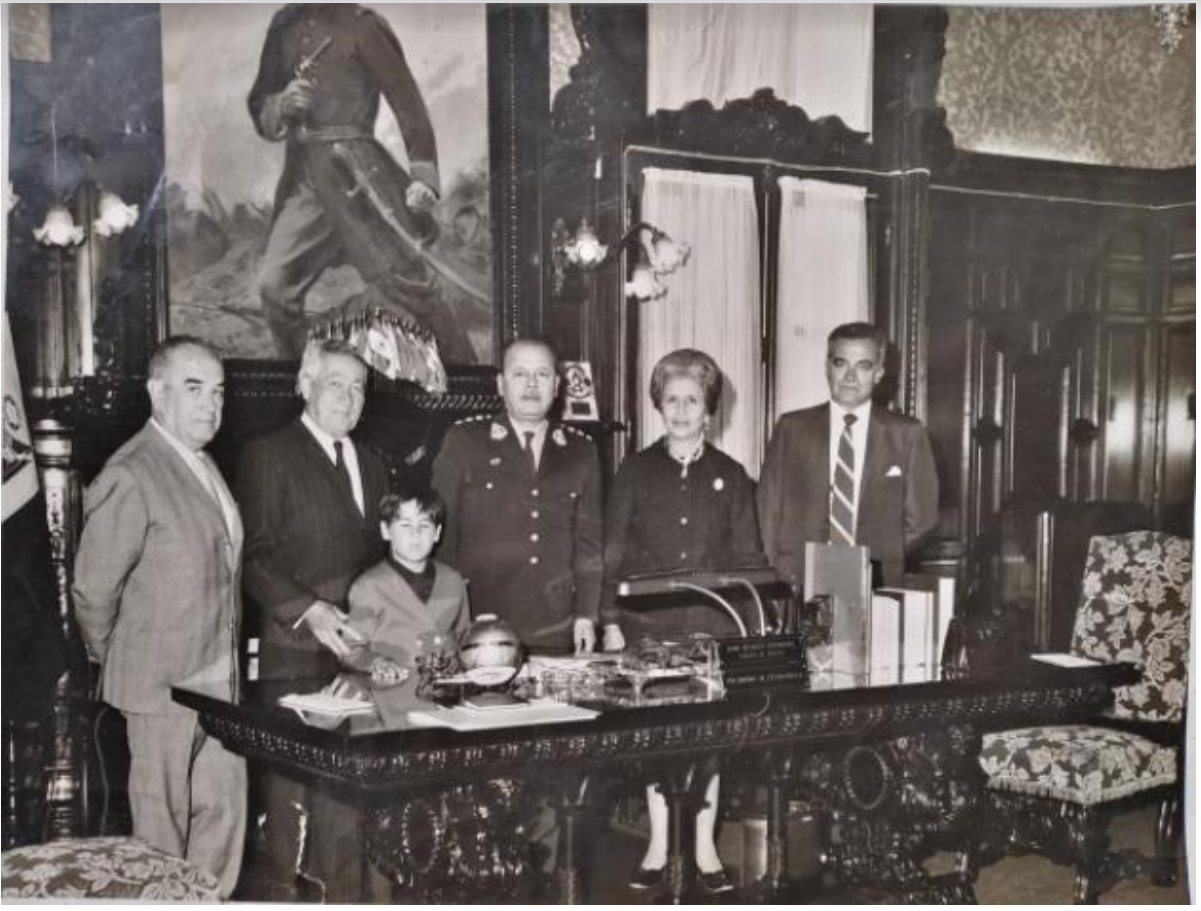
Presidente Juan Velasco Alvarado (medio) y Frank Mc Lauchlan, presidente de CORPIURA (extremo derecho).

En 1968 asumió la presidencia de la Corporación de Desarrollo de Piura (CORPIURA) para el período 1968-1972, hoy denominado Gobierno Regional de Piura. Su gestión se desarrolló en medio de las reformas de Velasco Alvarado, las cuales tuvieron fuertes repercusiones en la región donde predominaba la agricultura. A pesar de su férrea oposición a las políticas de estatización del gobierno central, los dos piuranos mantuvieron una estrecha relación profesional por el bien de la región. Entre las obras más destacadas de su paso por CORPIURA figuran la construcción de las carreteras Sullana-Paita y Sullana-Tambogrande, la priorización de la Central Hidroeléctrica Huancabamba y la culminación de los estudios sobre el Proyecto Especial Chira-Piura, considerada la obra más grande de irrigación en el norte del país.   
En 1976 se inscribió como militante del PPC y fue elegido como regidor del Consejo Provincial de Piura durante la administración del alcalde Francisco Hilbck Eguiguren (1980-1983). En 1983 participó de las elecciones para alcalde de Piura, siendo derrotado por Luis Antonio Paredes Maceda del Partido Aprista Peruano (APRA). Tras su derrota, retornó al negocio de arroz. En abril de 1989 fue nombrado Cónsul Honorario del Reino Unido en Piura, cargo que desempeñó hasta su fallecimiento. 

### Alcalde Provincial de Piura

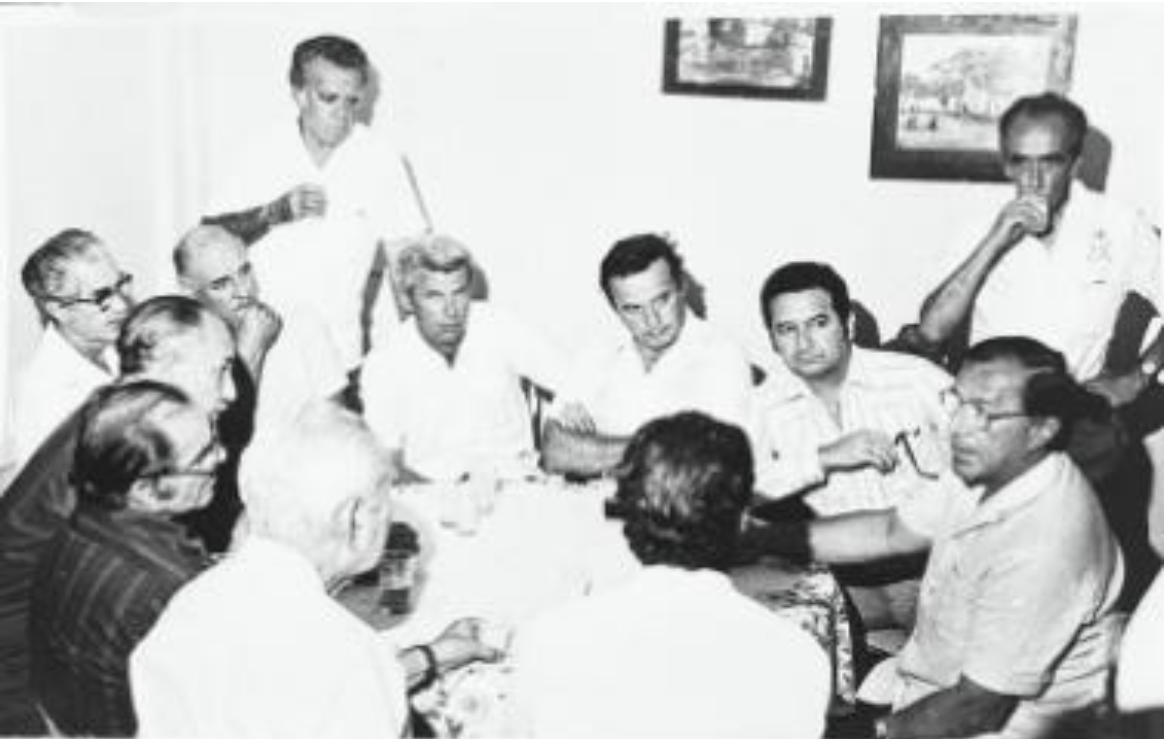
Mc Lauchlan (de pie, izquierda) y Bedoya Reyes (sentado, derecha) reunidos junto a otros militantes del PPC.

A finales de los 80s, Perú atravesada una profunda crisis económica y social, acentuada por la violencia perpetuada por Sendero Luminoso y el MRTA. En ese contexto, en 1988 se creó la coalición política Fredemo bajo el liderazgo del escritor Mario Vargas Llosa y conformada por los partidos Movimiento Libertad, Acción Popular y el PPC para participar de las elecciones municipales de 1989 y las elecciones generales de 1990. En Piura, además, el municipio estaba quebrado y sin los recursos para pagar sus compromisos, la ciudad sufría de desabastecimiento eléctrico y la destrucción causada por el meganiño de 1982-83, principalmente a la infraestructura vial y habitacional, no había sido reparada.   

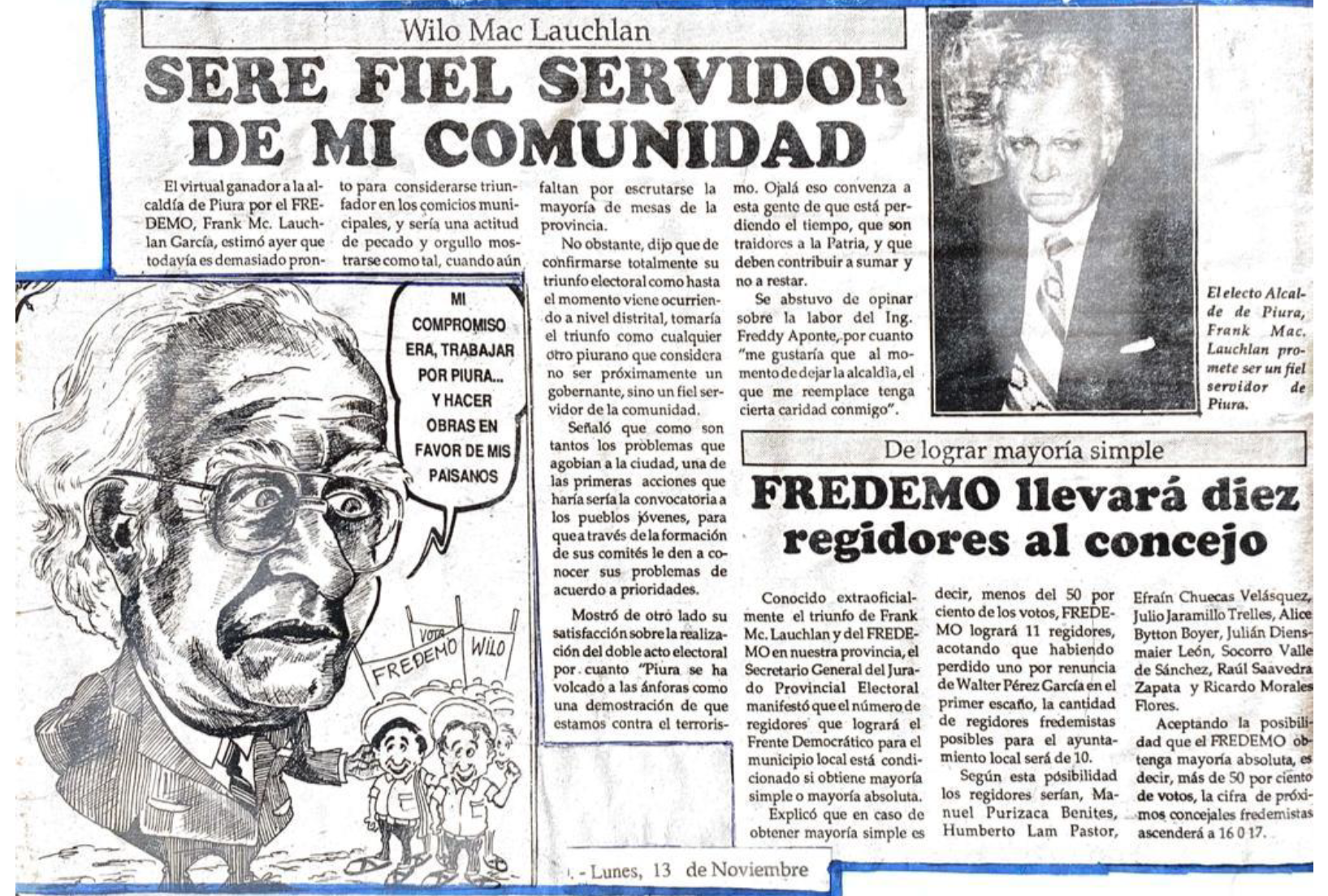
Extracto del diario El Tiempo (13/11/1989)

Esta situación precipitó su deseo por retornar a la política y aceptó el llamado de los líderes de la coalición para ser su candidato a la Alcaldía Provincial de Piura. Gracias a su experiencia gerencial y actitud conciliadora, rápidamente surgió como la mejor opción para hacerle frente al dominio que tenía el APRA sobre el norte del país. El 12 de noviembre de 1989 fue elegido con el 34,85% de las preferencias electorales mientras que sus contrincantes, el Alcalde Fredy Aponte Guerrero del APRA y César Rojas Tafur de la Izquierda Unida, obtuvieron 28,52% y 26,12%, respectivamente. Asumió el cargo el 1 de enero de 1990.
Desde un principio, priorizó sanear las cuentas del Municipio y poner en orden la contabilidad del Concejo. Tras ello, su gestión se volcó en organizar y consolidar los Comités de Asentamientos Humanos y se erigieron centros educativos para atender a las nuevas familias que llegaban a Piura. En cuanto a los daños a la infraestructura vial producto de El Niño de 1982-83, se proyectó la construcción de vías de circunvalación y se concluyó la pavimentación y adoquinamiento de importantes arterias.     

### Enfermedad y muerte
Luego de sentirse mal, en mayo de 1990 le fue diagnosticado cáncer de páncreas y fue operado de inmediato en Lima. Tras unos meses de reposo, retornó al Municipio, donde continuó ejerciendo como Alcalde hasta pocos días antes de su muerte a causa de la enfermedad, el 23 de septiembre de 1991. Luego de un homenaje en el Municipio, sus restos fueron sepultados en el Parque del Recuerdo de Piura.

## Matrimonio y Familia

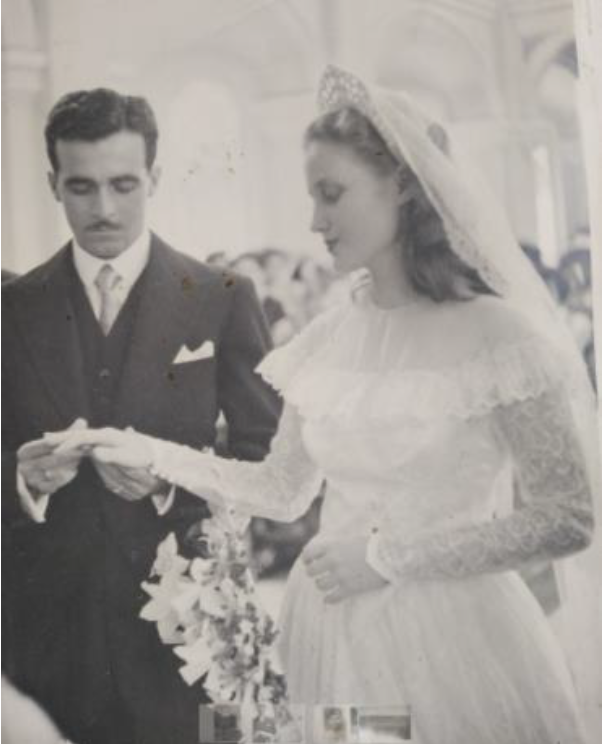
Matrimonio con Marita Woodman el 7 de enero de 1950 en Piura, Perú.

El 7 de enero de 1950 contrajo matrimonio con Maria Teresa (Marita) Woodman Pollitt (Piura, 14 de agosto de 1930-Piura, 24 de marzo de 2014), la hija mayor de Arturo Woodman Cornejo (Piura, 25 de septiembre de 1905-Lima, 20 de febrero de 1998) y Mary Pollitt Seminario (Piura, 18 de febrero de 1907-Lima, 9 de febrero de 1997). Entre sus hermanos figura el empresario Arturo Woodman Pollitt, expresidente de la Confederación Nacional de Instituciones Empresariales Privadas (CONFIEP) y candidato a la vicepresidencia de Perú, así como el reconocido científico, Ronald Woodman Pollitt, expresidente del Instituto Geofísico del Perú (IGP), recipiente del premio Appleton y miembro de la Academia Nacional de Ciencias de Estados Unidos. El 21 de octubre de 1950 nació el primero de sus siete hijos, Reynaldo Mc Lauchlan Woodman, seguido de Brenda (1952), Priscilla (1954), Frank (1955), Ernesto (1959), Ronald (1960) y Allison (1975). 